# Duyên Hải (huyện)
Duyên Hải là một huyện cũ nằm ở phía nam của tỉnh Trà Vinh cũ, Việt Nam.

## Địa lý
Huyện Duyên Hải nằm về phía nam của tỉnh Trà Vinh, cạnh cửa Định An của sông Hậu, có vị trí địa lý:
- Phía đông giáp thị xã Duyên Hải
- Phía nam giáp Biển Đông
- Phía tây giáp huyện Cù Lao Dung, tỉnh Sóc Trăng qua ranh giới là sông Hậu
- Phía bắc giáp huyện Trà Cú và huyện Cầu Ngang.

### Điều kiện tự nhiên
Duyên Hải với tổng diện tích đất tự nhiên là 38.405 ha. Trong đó đất nông nghiệp 25.495 ha, đất trồng cây lâu năm 3.952 ha, đất chuyên dùng 1.206 ha. Ngoài ra huyện còn có 55 km bờ biển và 12 km bờ cửa sông, 2.640 ha sông, rạch và hơn 100 ha đất ven biển.
Duyên Hải có địa hình mang tính chất của vùng đồng bằng ven biển rất đặc thù với những giồng cát hình cánh cung chạy dài theo hướng song song với bờ biển. Các giồng cát tập trung chủ yếu ở các xã phía Bắc của huyện như: giồng Long Hữu - Ngũ Lạc, giồng Hiệp Thạnh - Trường Long Hoà, giồng Long Vĩnh và rải rác ven theo bờ biển. Nhìn chung địa hình Duyên Hải khá thấp và tương đối bằng phẳng với cao trình bình quân phổ biến là 0,4 đến 1,2 m.

## Hành chính
Huyện Duyên Hải có 7 đơn vị hành chính cấp xã trực thuộc, bao gồm thị trấn Long Thành và 6 xã: Đôn Châu, Đôn Xuân, Đông Hải, Ngũ Lạc (huyện lỵ), Long Khánh, Long Vĩnh.

## Lịch sử
Thời Việt Nam Cộng hòa, địa bàn huyện Duyên Hải và thị xã Duyên Hải ngày nay tương ứng với quận Long Toàn, tỉnh Vĩnh Bình, được thành lập vào ngày 21 tháng 7 năm 1956. Quận Long Toàn có 1 tổng Vĩnh Trị, quận lỵ đặt tại xã Long Toàn.
Sau ngày 30 tháng 4 năm 1975, quận Long Toàn bị giải thể và nhập vào huyện Cầu Ngang.
Ngày 29 tháng 9 năm 1981, Hội đồng Bộ trưởng ban hành Quyết định số 98-HĐBT về việc chia huyện Cầu Ngang thành 2 huyện: Cầu Ngang và Duyên Hải. Huyện Duyên Hải gồm có 8 xã: Long Vĩnh, Trường Long Hoà, Dân Thành, Long Khánh, Long Toàn (trụ sở huyện), Long Hữu, Ngũ Lạc và Hiệp Thạnh.
Ngày 27 tháng 3 năm 1985, Hội đồng Chính phủ ban hành Quyết định 86-HĐBT về việc thành lập xã Đông Hải trên cơ sở điều chỉnh một phần diện tích và dân số của các xã Dân Thành và Long Vĩnh.
Ngày 26 tháng 12 năm 1991, tỉnh Cửu Long được chia thành 2 tỉnh: Vĩnh Long và Trà Vinh, huyện Duyên Hải thuộc tỉnh Trà Vinh.
Ngày 7 tháng 10 năm 1995, Chính phủ ban hành Nghị định 62-CP về việc thành lập thị trấn Duyên Hải trên cơ sở một phần diện tích và dân số của các xã Long Toàn và Long Hữu.
Ngày 8 tháng 6 năm 2011, Chính phủ ban hành Nghị quyết 85/NQ-CP về việc thành lập thị trấn Long Thành trên cơ sở điều chỉnh 516,22 ha diện tích tự nhiên và 7.147 người của xã Long Khánh.
Cuối năm 2014, huyện Duyên Hải bao gồm 2 thị trấn: Duyên Hải, Long Thành và 9 xã: Hiệp Thạnh, Trường Long Hòa, Dân Thành, Đông Hải, Long Hữu, Long Toàn, Long Khánh, Ngũ Lạc, Long Vĩnh.
Ngày 15 tháng 5 năm 2015, Ủy ban thường vụ Quốc hội ban hành Nghị quyết 934/NQ-UBTVQH13. Theo đó:
- Điều chỉnh một phần diện tích tự nhiên và dân số của xã Dân Thành về xã Đông Hải quản lý
- Tách thị trấn Duyên Hải và 5 xã: Long Toàn, Long Hữu, Trường Long Hòa, Hiệp Thạnh, Dân Thành để thành lập thị xã Duyên Hải
- Chuyển hai xã Đôn Châu và Đôn Xuân thuộc huyện Trà Cú về huyện Duyên Hải quản lý.

Sau khi điều chỉnh, huyện Duyên Hải có 30.047,21 ha diện tích tự nhiên, 82.393 người và 7 đơn vị hành chính cấp xã, gồm thị trấn Long Thành và 6 xã: Đông Hải, Đôn Châu, Đôn Xuân, Long Khánh, Long Vĩnh, Ngũ Lạc. Huyện lỵ của huyện dời về xã Ngũ Lạc.
Ngày 1 tháng 3 năm 2023, điều chỉnh 3,13 km² diện tích tự nhiên và 490 người của xã Long Khánh (bao gồm toàn bộ diện tích tự nhiên và dân số của ấp Phước Hội) về ấp Mé Láng thuộc xã Ngũ Lạc quản lý.

## Kinh tế - xã hội
Huyện Duyên Hải là một huyện ven biển nên việc phát triển các ngành kinh tế biển là chiếm phần lớn. Huyện nằm trong khu kinh tế Định An, một khu kinh tế lớn của tỉnh.

### Dân số
Huyện Duyên Hải có diện tích 300,47 km², dân số năm 2019 là 78.444 người, mật độ dân số đạt 261 người/km².
Dân số năm 2020 toàn huyện là 78.540 người, trong đó: thành thị 5.250 người, nông thôn 73.242 người.

## Văn hóa
Huyện Duyên Hải có khoảng 14 ngôi chùa Khmer đều rất đẹp, nhưng nổi bật nhất là:
- Chùa Pro Khup (hay còn gọi Trà Khúp): tọa lạc tại ấp Trà Khúp, xã Ngũ Lạc được UBND tỉnh Trà Vinh công nhận là Di tích lịch sử cấp tỉnh theo Quyết định số 1862/QĐ-UBND ngày 14/10/2010.
- Chùa Thum (chùa Lớn) tọa lạc tại ấp Thốt Lốt, xã Ngũ Lạc.
- Chùa Rum Đuôl: tọa lạc tại ấp Lộ Sỏi B, xã Đôn Xuân
- Chùa Đom Bon Pak (chùa Bào Môn): tọa lạc ấp Bào Môn, xã Đôn Châu được UBND tỉnh Trà Vinh công nhận là Di tích lịch sử cấp tỉnh theo Quyết định số 1022/QĐ-UBND ngày 10/6/2005.
- Chùa Tà Lôn: tọa lạc tại ấp Cái Cối, xã Long Vĩnh được Bộ Văn hóa - Thể thao và Du lịch công nhận là di tích lịch sử cấp Quốc gia theo Quyết định số 1457/QĐ-BVHTTDL ngày 18/4/2013.

## Giao thông
- Quốc lộ 53 là tuyến giao thông chính trên địa bàn huyện.
- Quốc lộ 53B được thành lập theo Quyết định số 326/QĐ-BGTVT ngày 03/02/2018 của Bộ Giao thông Vận tải về việc chuyển các tuyến đường Tỉnh 913 và đường Huyện 24, tỉnh Trà Vinh thành Quốc lộ 53B.
- Đường Tỉnh 911
- Đường Huyện 21.